# Thamos, król Egiptu (KV 345)
Thamos, król Egiptu (Thamos, Koening der Aegypten) KV 345 (K6 336a) – muzyka teatralna napisana przez Wolfganga Amadeusa Mozarta do dramatu heroicznego Tobiasa Philippa von Geblera. Składa się z pięciu antraktów i trzech monumentalnych części chóralnych.

## Osoby
- Sethos, kapłan egipski - baryton (jedyna postać wymieniona z imienia)
- czworo solistów: sopran, alt, tenor i bas
- chór

## Części dzieła
Zrekonstruowana, pierwotna wersja z 1776 roku:
1. Chór: "Schon weichet dir, Sonne" (wczesna wersja)
2. Interludium (Maestoso - Allegro)
3. Interludium (Andante)
4. Interludium (Allegro)
5. Interludium (Allegro vivace assai)
6. Chór: "Gottheit, über alle mächtig!" (wczesna wersja)
7. Muzyka finałowa do V aktu

Wersja ostateczna (1779/80):
1. Chór: "Schon weichet dir, Sonne"
2. Interludium (Maestoso - Allegro)
3. Interludium (Andante)
4. Interludium (Allegro)
5. Interludium (Allegro vivace assai)
6. Chór: "Gottheit, über alle mächtig!"
7. Chór i solo (Sethos): "Ihr Kinder des Staubes, erzittert und bebet".

Czas trwania: ok. 45 minut.

## Dyskografia
- Alastair Miles (Setos), The Monteverdi Choir, The English Baroque Soloist, John Eliot Gardiner (dyrygent) - Archiv Produktion (Deutsche Grammophon GmbH Hamburg), 1993 - nagranie na historycznych instrumentach